# Воля-Криськ
Воля-Криськ (пол. Wola-Krysk) — село в Польщі, у гміні Нарушево Плонського повіту Мазовецького воєводства.
Населення — 38 осіб (2011).
У 1975-1998 роках село належало до Цехановського воєводства.

## Демографія
Демографічна структура станом на 31 березня 2011 року:
|          | Загалом | Допрацездатний вік | Працездатний вік | Постпрацездатний вік |
| -------- | ------- | ------------------ | ---------------- | -------------------- |
| Чоловіки | 19      | 3                  | 11               | 5                    |
| Жінки    | 19      | 3                  | 12               | 4                    |
| Разом    | 38      | 6                  | 23               | 9                    |